# کلیسای مریم مقدس (آموراکان)
کلیسای مریم مقدس (آموراکان) (ارمنی: Սուրբ Աստվածածին եկեղեցի (Ամուրավան)؛ ) یک کلیسا متعلق به کلیسای حواری ارمنی واقع در شهر آموراکان، شهرستان قبله جمهوری آذربایجان می‌باشد. ساخت و ساز این ساختمان در سده ۱۹ام میلادی؛ به پایان رسید. این بنا به سبک معماری ارمنی طراحی شده است.